# Алексеевская (Няндомский район)
Алексеевская — деревня в Няндомском районе Архангельской области.

## География
Находится в юго-западной части Архангельской области на расстоянии приблизительно 34 км на восток-северо-восток по прямой от административного центра района города Няндома на западном берегу озера Большое Мошинское.

## История
В 1873 году здесь было учтено 7 дворов, в 1905 — 13. Тогда деревня входила в Каргопольский уезд Олонецкой губернии. До 2022 года входила в Мошинское сельское поселение до его упразднения.

## Население
Численность населения: 46 человек (1873 год), 60 (1905), 35 (русские 100 %) в 2002 году, 32 в 2010.